# Impacto astronómico en Júpiter de 2009

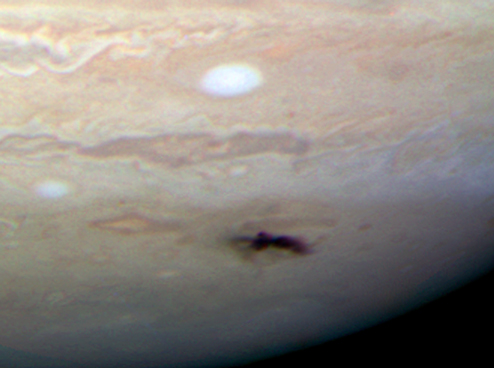
Imagen tomada por el Telescopio Espacial Hubble que muestra la marca del impacto, de una longitud de 8000 km.

En julio de 2009 ocurrió un impacto astronómico en Júpiter, causando una mancha oscura en su atmósfera de tamaño similar a la Pequeña Mancha Roja, aproximadamente del tamaño del océano Pacífico.

## Descubrimiento

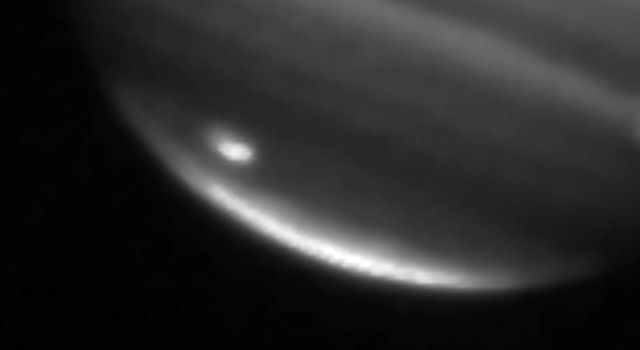
Una fotografía del impacto tomada por el telescopio infrarrojo de NASA del Observatorio Mauna Kea, Hawái.

El astrónomo aficionado Anthony Wesley descubrió el impacto aproximadamente a las 13:30  (UTC) del 19 de julio de 2009, casi exactamente 15 años después del impacto que sufrió el planeta cuando el cometa Shoemaker-Levy 9 (SL9) se estrelló contra él. Wesley se encontraba en su observatorio casero, situado en Murrumbateman, Nueva Gales del Sur, Australia, usando un telescopio reflector de menos de 37 centímetros de diámetro, equipado con una cámara de video con un dispositivo incorporado para funcionar con poca luz. Wesley dijo:

Cuando lo vi por primera vez cerca de la circunferencia (y en malas condiciones) no era más que una mancha vagamente oscura, [pensé] que probablemente sería una tormenta polar oscura normal. Sin embargo, cuando la rotación lo puso más a la vista y las condiciones mejoraron, me di cuenta de golpe que no sólo era oscuro, era negro en todos los canales, lo que quiere decir que realmente era una mancha negra.

A continuación, envió un correo electrónico informando su observación a varios destinatarios, incluido el Laboratorio de Propulsión a Chorro de la NASA de Pasadena, California.
Paul Kalas y sus colaboradores, que tenían programado el uso del telescopio Keck II del Observatorio Mauna Kea para observar a Fomalhaut b, confirmaron las observaciones de Wesley. Las observaciones infrarrojas realizadas desde el Observatorio Keck y el Telescopio infrarrojo de NASA en Mauna Kea mostraron un «punto brillante» de 190 millones de kilómetros cuadrados que señalaba que el impacto había calentado la atmósfera inferior situada a 305°O, 57° S, cerca del polo sur del planeta.

## Análisis
El análisis indicó que el punto estaba compuesto de aerosoles a alturas elevadas, similares a los observados durante el impacto del SL9. Mediante el estudio de longitudes de onda infrarrojas cercanas y el telescopio infrarrojo de NASA, Glenn Orton y su equipo detectaron partículas surgentes en la atmósfera superior del planeta y, analizando el infrarrojo medio encontraron posibles emanaciones extra de gas de amoníaco.
La fuerza de la explosión en Júpiter fue miles de veces más poderosa que la del cometa o asteroide que supuestamente impactó en Tunguska, Siberia, en junio de 1908.
Posteriormente, el área fue observada con una variedad de instrumentos, incluido el telescopio Keck y con la Cámara de Gran Angular 3 del Telescopio Espacial Hubble, que fue instalada recientemente.

## El objeto
El objeto que chocó contra Júpiter no fue identificado antes del descubrimiento del impacto por parte de Wesley. Puesto que no se lleva a cabo una vigilancia sistemática del planeta, es posible que este tipo de impactos ocurran con cierta frecuencia. Tomando en cuenta el tamaño del impacto del SL9, el objeto causante de este probablemente tuviera menos de un kilómetro de diámetro. Si el objeto era un cometa, en el área podría encontrarse agua, a diferencia de si hubiera sido un asteroide o una pequeña luna congelada. Es más probable que el objeto haya sido un cometa, ya que estos generalmente poseen órbitas excéntricas. Debido a la distancia entre Júpiter y el Sol (5,2 ua), la mayoría de los cometas pequeños no llegan a ponerse activos. Suponiendo que se tratara de un cometa inactivo (o un asteroide) de aproximadamente 1 km de diámetro, la magnitud aparente del objeto no habría superado un valor de 25. La mayoría de las observaciones de asteroides que emplean un campo visual amplio no detectan objetos con una magnitud menor a 22 (que es unas 16 veces más brillante que la magnitud 25). Incluso resulta difícil la detección de satélites con menos de 10 km de diámetro que orbitan Júpiter, para lo cual se necesitan algunos de los mejores telescopios del mundo; fue recién a partir de 1999, con el descubrimiento de Calírroe, que los astrónomos han conseguido detectar muchos de los satélites jovianos más pequeños.